# Chien Yu-chin

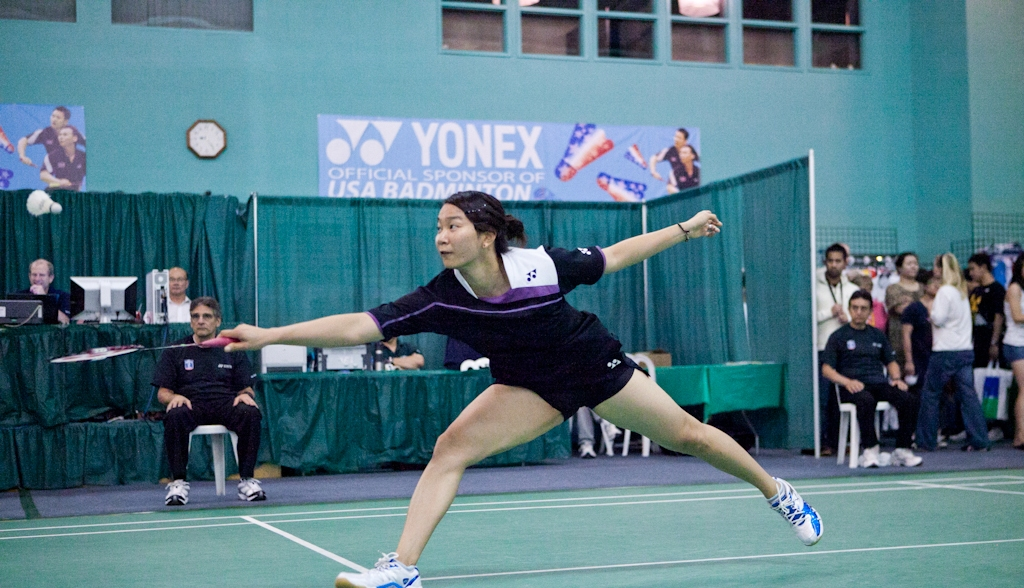
Chien Yu-chin bei den US Open 2011.

Chien Yu-chin (簡毓瑾 / 简毓瑾,  Jiǎn Yùjǐn,  Chien Yü-chin; * 24. Oktober 1982 in Kaohsiung) ist eine taiwanische Badmintonspielerin.

## Karriere
2002 gewann Chien Yu-chin zwei Medaillen bei den Weltmeisterschaften der Studenten. 2004 siegte sie bei den US Open und nahm an Olympia teil. Bei der Asienmeisterschaft 2006 gewann sie Silber, 2010 Bronze. 2010 erkämpfte sie sich ebenfalls Bronze bei der Weltmeisterschaft.

## Erfolge
| Saison | Veranstaltung                     | Disziplin   | Platz | Name                            |
| ------ | --------------------------------- | ----------- | ----- | ------------------------------- |
| 2001   | Japan Open                        | Damendoppel | 3     | Chien Yu-chin / Cheng Wen-hsing |
| 2002   | Weltmeisterschaften der Studenten | Dameneinzel | 3     | Chien Yu Chin                   |
| 2002   | Weltmeisterschaften der Studenten | Damendoppel | 1     | Cheng Wen-hsing / Chien Yu-chin |
| 2004   | Chinese Taipei Open               | Damendoppel | 1     | Chien Yu-chin / Cheng Wen-hsing |
| 2004   | US Open                           | Damendoppel | 1     | Cheng Wen-hsing / Chien Yu-chin |
| 2005   | Chinese Taipei Open               | Mixed       | 3     | Tsai Chia-hsin / Chien Yu-chin  |
| 2005   | Chinese Taipei Open               | Damendoppel | 1     | Chien Yu-chin / Cheng Wen-hsing |
| 2005   | Chinese Taipei Open               | Dameneinzel | 3     | Chien Yu-chin                   |
| 2006   | Asienmeisterschaft                | Damendoppel | 2     | Chien Yu-chin / Cheng Wen-hsing |
| 2006   | China Open                        | Damendoppel | 3     | Chien Yu-chin / Cheng Wen-hsing |
| 2006   | Hong Kong Open                    | Damendoppel | 3     | Chien Yu-chin / Cheng Wen-hsing |
| 2007   | Swiss Open                        | Damendoppel | 3     | Chien Yu-chin / Cheng Wen-hsing |
| 2007   | Chinese Taipei Open               | Damendoppel | 1     | Cheng Wen-hsing / Chien Yu-chin |
| 2008   | New Zealand Open                  | Damendoppel | 1     | Chien Yu-chin / Chou Chia-chi   |
| 2008   | Chinese Taipei Open               | Damendoppel | 1     | Chien Yu-chin / Cheng Wen-hsing |
| 2009   | Asienmeisterschaft                | Damendoppel | 3     | Cheng Wen-hsing / Chien Yu-chin |
| 2009   | Korea Open                        | Damendoppel | 1     | Cheng Wen-hsing / Chien Yu-chin |
| 2010   | Asienmeisterschaft                | Damendoppel | 3     | Cheng Wen-hsing / Chien Yu-chin |
| 2010   | Weltmeisterschaft                 | Mixed       | 3     | Lee Sheng-mu / Chien Yu-chin    |
| 2012   | Australian Open                   | Damendoppel | 2     | Cheng Wen-hsing / Chien Yu-chin |